# Lygarina
Lygarina Simon, 1894 è un genere di ragni appartenente alla famiglia Linyphiidae.

## Distribuzione
Le cinque specie oggi attribuite a questo genere sono state rinvenute nell'America meridionale: Brasile (due specie), Argentina (una specie), Perù (una specie) e Venezuela (una specie).

## Tassonomia
Considerato un sinonimo anteriore di Notiothauma, Millidge, 1991, secondo uno studio di Miller del 2007 sugli esemplari della specie tipo Gongylidiellum aurantiacum Simon, 1905.
Da notare che pochi mesi prima un lavoro dell'aracnologo Özdikmen sempre del 2007, aveva sostituito questa denominazione con Millidgefa Özdikmen, 2007, in quanto il nome Notiothauma MacLachlan, 1877, già indicava un genere dei Mecoptera Hyatt & Arms, 1891, lavoro quindi rivelatosi superfluo.
A dicembre 2011, si compone di cinque specie:
- Lygarina aurantiaca (Simon, 1905) — Argentina
- Lygarina caracasana Simon, 1894 — Venezuela
- Lygarina finitima Millidge, 1991 — Perù
- Lygarina nitida Simon, 1894[3] — Brasile
- Lygarina silvicola Millidge, 1991 — Brasile

### Specie trasferite
- Lygarina monticola Simon, 1894; trasferita al genere Ceratinopsis Emerton, 1882, con la nuova denominazione Ceratinopsis monticola (Simon, 1894)[1].

### Nomen dubium
- Lygarina berlandi Caporiacco, 1955; esemplare maschile, reperito in Venezuela, a seguito di un lavoro dell'aracnologo Miller del 2007, è da ritenersi nomen dubium[1].